# Una veritat amagada
Una veritat amagada (originalment en anglès, Hidden Truth) és un telefilm estatunidenc dirigit per Steven R. Monroe i estrenat l'any 2016.
La pel·lícula narra la història d'una noia rebel a qui li van assassinar la mare i que viu amb la tieta perquè el pare no se'n pot fer càrrec. La noia està a punt de fer 17 anys i de fugir en secret de la vila on viu perquè no li agrada gens la vida que hi fa. Però també l'assassinen a ella i acusen el pare del crim. La tieta s'haurà de posar a investigar pel seu compte perquè el xèrif local no vol tenir en consideració certs indicis que fan pensar que el pare de la noia pot ser innocent.
El 4 de desembre de 2021, TV3 va estrenar-ne la versió doblada al català.

## Repartiment
- Sarah Lind: Jamie
- Shawn Christian: Michael Evans
- Diana Hopper: Zoe
- Parker Stevenson: Xèrif Underwood
- Brendan McCarthy: Pace
- Heidi Fielek: Layla
- Richard Meehan: Todd
- Jessica Morris: Veronique